# 贾柯河牧场
贾柯河牧场是中华人民共和国四川省阿坝藏族羌族自治州阿坝县已撤销的一个类似乡级单位。
2017年底，原阿坝县农畜水局牵头，贾柯河牧场启动全省试点草原确权工作。因技术进步，统计的草场面积与1998年有较大出入。2019年2月至4月，对24户牧民展开第二轮草原确权。4月中旬，完成全部确权。2020年6月，四川省人民政府批复同意阿坝州调整阿坝县等6个县部分乡镇行政区划。其中，贾柯河牧场管理区域划归贾洛镇管辖。

## 行政区划
2019年时，下辖以下地区：
牧场一分场和牧场二分场。